# Ferdinand von Rohr (General, 1783)
Wilhelm Eugen Ludwig Ferdinand von Rohr (* 17. Mai 1783 in Brandenburg an der Havel; † 15. März 1851 bei Glogau) war ein preußischer General der Infanterie und Kriegsminister.

## Leben

### Herkunft
Ferdinand war ein Sohn des preußischen Majors a. D. Ferdinand Johann Ernst Adolf von Rohr (1752–1819) und dessen Ehefrau Charlotte Agnes Friederike, geborene Brandt von Lindau (1763–1832) aus dem Haus Schmerwitz. Die Eltern ließen sich später scheiden.

### Militärkarriere
Rohr war zunächst Page beim Herzog Karl Wilhelm Ferdinand von Braunschweig. Mitte August 1797 wurde er in dessen Infanterieregiment angestellt und avancierte bis September 1798 zum Sekondeleutnant. Während des Vierten Koalitionskrieges nahm er 1806/07 an der Schlacht bei Jena und Auerstedt sowie der Verteidigung von Danzig teil.
Am Feldzug gegen Russland nahm Rohr 1812 als Kapitän im Generalstab des Generals von Yorck teil. Rohr blieb einer der engsten Mitarbeiter Yorcks, nachdem der Frieden mit Russland hergestellt wurde und sich die preußische Armee gegen Frankreich wendete. Im Befreiungskrieg gegen Napoleon war Rohr vor allem an den Befestigungen bei Halle, der Schlacht bei Großgörschen und der Schlacht bei Bautzen beteiligt. Beim Rückzug von der Schlacht bei Bautzen bekam Rohr einen Schuss in die Brust und konnte am Krieg nicht mehr teilnehmen.
Rohr blieb aber im militärischen Dienst. Am 6. Juni 1813 wurde Rohr zum Major befördert. Er übernahm die Leitung der Bekleidungsabteilung im Militär-Ökonomiedepartments des Kriegsministeriums. Rohr wurde mit dieser Stellung nicht glücklich und wollte am liebsten zur kämpfenden Truppe zurück.
Erst 1823 wurde er zum Kommandeur des 6. Infanterie-Regiments ernannt. Nach zehn Jahren im Stabsdienst war es schwer, wieder im Truppendienst Fuß zu fassen. Er leistete deshalb erst einmal vier Monate beim Alexander-Regiment in Berlin Dienst, um sich der Armee wieder zu nähern. Am 1. April trat er ein Kommando bei den in Glogau stationierten Truppen an. Hier entwickelte er sein Konzept und nach ihm benannte Rohrsche Ausbildungsart (siehe unten). Nach einer Verwendung als Kommandeur der 8. Landwehr-Brigade erhielt Rohr mit der Beförderung zum Generalmajor am 30. März 1830 die Ernennung zum Kommandeur der 9. Landwehr-Brigade. In gleicher Eigenschaft war er vom 30. März 1836 bis zum 17. August 1837 bei der 9. Infanterie-Brigade tätig.
Von 1837 bis 1839 war er der Direktor des Militär-Ökonomiedepartments im Kriegsministerium. Danach erhielt er das Kommando der 11. Division in Breslau. 1847 merkte Rohr, dass er für die Arbeit beim Militär nicht mehr genügend Kraft hatte, und bat darum, in den Ruhestand treten zu dürfen. Der Ausstieg aus dem Militär sollte aber noch auf sich warten lassen, denn Rohr wurde am 7. Oktober zum Kriegsminister ernannt. Die Zeit als Minister war nur kurz und voller Aufregungen. Zu der Märzrevolution 1848 kam noch ein Blutsturz, der ihn ans Bett fesselte. Er hatte eine so ablehnende Haltung zum Rückzug der Truppen am 19. März 1848 aus Berlin, dass er gleichzeitig mit dem preußischen Ministerpräsidenten von Arnim um seinen Rücktritt bat. Am 2. April wurde dieses gewährt. Nach seiner Verabschiedung erhielt er am 25. Dezember 1848 den Charakter als General der Infanterie.
Rohr wurde 1851 noch Mitglied der Ersten Kammer des preußischen Landtages, musste aber aufgrund eines Schlaganfalls bald seinen Rücktritt erklären. Er verstarb kurz darauf.

### Familie
Rohr verheiratete sich am 4. Oktober 1842 mit Auguste Gräfin von Rittberg (1824–1906). Sie war die älteste Tochter des Oberlandesgerichtspräsidenten Ludwig von Rittberg.

## Rohrsche Ausbildungsart
Neu war für das preußische Militär die Herangehensweise Rohrs. Die nach ihm benannte Rohrsche Ausbildungsart setzte auf Erziehung und Verständnis und nicht wie zuvor auf mechanische Dressur der Soldaten. Er selber schrieb, er wolle „alle Kräfte der Rekruten, geistige wie körperliche, in Anspruch nehmen und möglichst entwickeln, dabei aber, soviel es nur immer anging und ohne durch Nachsicht Schlaffheit erzeugen, die Übermüdung vermeiden“. Diese Art der Ausbildung war aber schwer durchzusetzen und musste sich gegen die konservativen Kräfte erst behaupten. Rückenwind erhielt diese Methode am 29. April 1841 durch Friedrich Wilhelm IV., der diese Form der Ausbildung offiziell einführte. Ein halbes Jahr später steuerte der König aber zurück und machte die Einführung von den Kommandierenden Generälen abhängig. Trotz der Widerstände konnten sich die Grundsätze Rohrs aber durchsetzten.